# Гримучий газ
Гримучий газ (англ. Oxyhydrogen, нім. Knallgas n) — суміш двох об'ємів водню та одного об'єму кисню. При підпалюванні вибухає, в присутності губчатої платини горить. Воднево-кисневе полум'я має температуру до 2800 °C. Використовується для плавки кварцу, платини та інших речовин, різання та зварювання металів.